# Сент-Винсентская декларация

«Объединимся против диабета» — Символ, утверждённый ООН для обозначения сахарного диабета.

Се́нт-Винсе́нтская деклара́ция — в 1989 году в Сент-Винсенте (Италия) по инициативе Международной Диабетологической Федерации и Регионального Отдела ВОЗ в Европе для обсуждения вопросов лечения и изучения сахарного диабета встретились представители государственных органов здравоохранения, организаций пациентов из всех европейских государств и специалисты-диабетологи. Итогом этой встречи стало подписание Сент-Винсентской декларации.

## Основные цели Сент-Винсентской декларации

### Долгосрочные
- постоянное улучшение состояния здоровья лиц с сахарным диабетом и приближение к среднестатистической продолжительности и качества жизни;
- предупреждение и лечение пациентов с сахарным диабетом и его осложнений путём интенсификации исследований.

### На предстоящие 5 лет
- уменьшение на 1/3 и более числа новых случаев слепоты, связанных с осложнениями течения сахарного диабета;
- уменьшение на 1/3 числа пациентов с поздними стадиями почечной недостаточности;
- уменьшение на 1/2 числа ампутаций конечностей в результате осложнений сахарного диабета;
- уменьшение случаев заболеваемости и летальности в результате изменения коронарных сосудов сердца среди лиц с сахарным диабетом посредством активного снижения воздействия факторов риска;
- обеспечение среди женщин с сахарным диабетом практически такого же уровня успешного вынашивания беременности, как у здоровых[1][3][4].